# 斯萬冰川
73°53′S 61°48′W / 73.883°S 61.800°W
斯萬冰川是南極洲的冰川，位於帕爾默地東岸，河口在特里科恩山，該冰川在1940年12月由美國探險隊發現，以探險隊資助機構的主席命名。